# Nădrag, Timiș
Nădrag  (germană Nadrag, Steinacker, maghiară Nadrág) este satul de reședință al comunei cu același nume din județul Timiș, Banat, România. Se află în partea de sud-est a județului, în Munții Poiana Ruscă.

## Așezare
Localitatea Nădrag se situează în sud – vestul României, în partea de nord – est a județului Timiș, la poalele vârfului Padeș din munții Poiana Ruscăi (vîrful Padeș 1380 m).
Nădragul se află la o distanță de circa 30 km față de municipiul Lugoj, 90 km de municipiul Timișoara și de asemenea, la aproximativ 30 km de Făget.
Altitudinea în localitate este între 230 – 350 m.
În partea de răsărit, localitatea se învecinează cu Obreja, spre vest cu satul Drinova – comuna Bîrna, la sud – vest cu satele Tincova – Jdioara – Criciova, la nord – vest cu satul Hauzești – comuna Fârdea, cu Gladna și Tomești – satul Luncani.
Așezarea e străbătută de pârâul Padeș, ce primește afluenți micile cursuri de apă Cornet, în apropierea centrului localității, Izvodea, în chiar centrul acesteia, Haiduca , la circa 500 m în aval Nădrăgelul, tocmai la ieșirea înspre satul aparținător Crivina. De la ultima confluență se formează apa Nădragului, așa cum este cunoscut în documente, care se varsă în râul Timiș între satele Jdioara și Criciova.
Distanța dintre localitate și vârful Padeș este de aproximativ 20 km, ea se poate lesne parcurge, în bună măsură pe un drum forestier pietruit, practicabil în general pentru orice tip de autovehicul până la locul denumit Dâmbul cu Fier unde se află amplasată cabana “Căpriorul”.
Din vârful Padeș, la poalele căruia sălășluiesc așa numitele galerii de coastă (vechile mine), locuri de extracție, altădată a minereului de fier, se deschide o frumoasă panoramă de unde, pe timp de vară, când cerul e senin, se poate contempla verdele închis al înălțimilor montane coborând în trepte line spre câmpie. Întinsa câmpie bănățeană se distinge limpede, marcată de șerpuirea molcomă a Timișului, în toată amploarea ei, între Caransebeș – Lugoj – Timișoara, de la înălțimea de 1380 m, unde se află postul trigonometric al masivului muntos.
Alte splendide amănunte de peisaj relevă iubitorilor de drumeție panorama dinspre Făget – Coșava – Deva – Hunedoara, sesizabile la rotirea privirii spre nord.
Cel mai înalt punct de pe raza localității este chiar vârful Padeș (1378 – 1380 m), iar punctul cel mai jos se găsește în satul Crivina, situat între cotele de 168 – 170 m.
Datorită așezării sale pe vaii închise având punct terminus vârful Padeș localitatea s-a dezvoltat oarecum izolat o lungă perioadă de vreme, față de marile așezări ale Banatului și ale țării, iar distanța de 18 km până la stația din Gavojdia a făcut ca localitatea să se dezvolte oarecum lent.

## Galerie de imagini

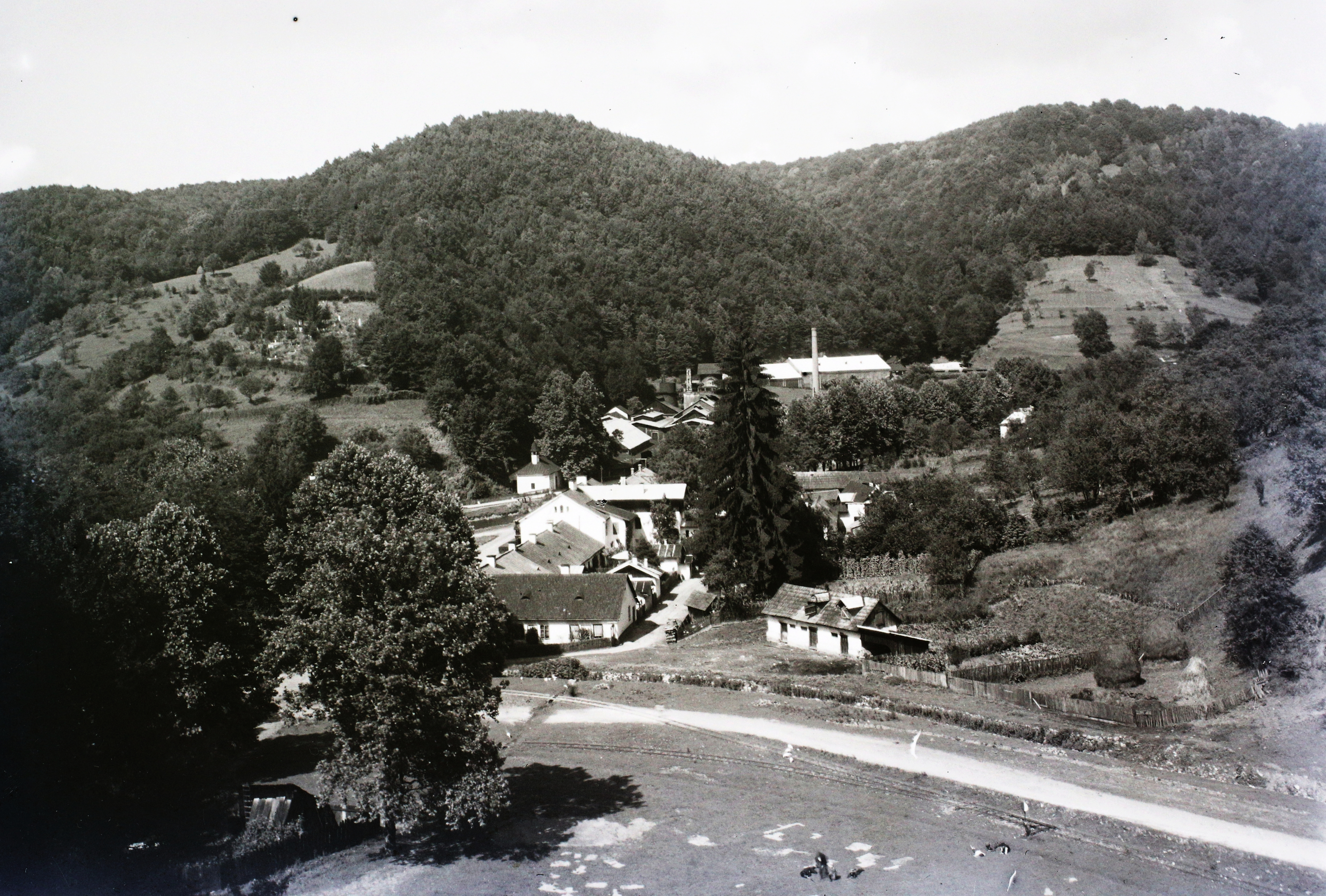
Satul Nădrag